# Stefano Ricci (musicista)
Stefano Ricci (Fusignano, 12 novembre 1968) è un musicista italiano, membro e fondatore dei Quintorigo.

## Biografia
Diplomato in contrabbasso al conservatorio di Cesena, suona ed insegna anche basso elettrico.
Musicista eclettico ed ironico, capace di passare dal punk al jazz contemporaneo,
ha all'attivo la partecipazione allo spettacolo dal titolo "Il Vento", con l'orchestra "Musica in
gioco", diretta dal musicista compositore Bruno Tommaso. Il CD omonimo, registrato dal vivo nel 1996, è stato prodotto da Ravenna Teatro in collaborazione con Europe Jazz Network.
Nel 1996 fonda con Andrea Costa, Gionata Costa,
Valentino Bianchi e John De Leo i Quintorigo, con i quali raggiunge la notorietà a
livello nazionale, soprattutto per la partecipazione al Festival di Sanremo 2001.